# Pennsylvania Station (1910–1963)
A Pennsylvania Station foi uma histórica estação ferroviária na cidade de Nova Iorque, tendo herdado o nome da Pennsylvania Railroad (PRR), sua construtora e operadora original. A estação ocupava um lote de 8 acre (3,24 ha) margeado pela Sétima e Oitava Avenidas e pela 31st e 33rd Streets em Midtown Manhattan. Como a estação compartilhava seu nome com várias outras estações em outras cidades, era algumas vezes chamada de Pennsylvania Station de Nova Iorque ou apenas Penn Station.
O edifício foi projetado pela McKim, Mead & White e foi concluído em 1910, permitindo pela primeira vez acesso direto a Nova Iorque pelo sul. Seu saguão principal e a estrutura que cobria os trilhos eram considerados uma obra-prima do estilo Beaux-Arts e um dos maiores feitos da arquitetura em Nova Iorque. A estação tinha 11 plataformas que eram servidas por 21 trilhos, aproximadamente com o mesmo formato da atual Penn Station. O edifício original foi uma das primeiras estações a incluir saguões de espera separados para passageiros que chegavam e partiam, se destacando como alguns dos maiores espaços públicos da cidade.
O tráfego de passageiros começou a diminuir após a Segunda Guerra Mundial, e na década de 1950, a Pennsylvania Railroad vendeu os direitos da propriedade e reduziu a estação ferroviária. A partir de 1963, o saguão central e a estrutura que cobria os trilhos foram demolidos, uma perda que solidificou o moderno movimento preservacionista nos Estados Unidos. Ao longo dos próximos seis anos, os saguões e áreas de espera subterrâneos foram fortemente renovados, se tornando a atual Penn Station, enquanto que o Madison Square Garden e o Pennsylvania Plaza foram construídos acima do local. As únicas partes remanescentes da estação original são as plataformas subterrâneas e os trilhos, além de alguns poucos componentes no mezanino acima.

## Projeto
Ocupando dois quarteirões entre a Oitava e Sétima Avenidas e entre a 31st e 33rd Streets, o edifício da Pennsylvania Station original tinha fachadas de 240 m ao longo das ruas laterais e de 132 m ao longo das avenidas principais. A estação cobria uma área de 8 acres (3,24 ha).:200:151 Cerca de 3 000 000 m3 de terra foram escavados durante a construção. A estrutura original era feita de 14 000 m3 de granito rosa, 1 700 m3 de pedra, 24 494 t de de aço, 43 545 t de tijolos e 300 000 lâmpadas elétricas.:398–399:74, 76 Na época da conclusão da Penn Station, o The New York Times a chamou de "o maior edifício já construído de uma vez só".

### Exterior

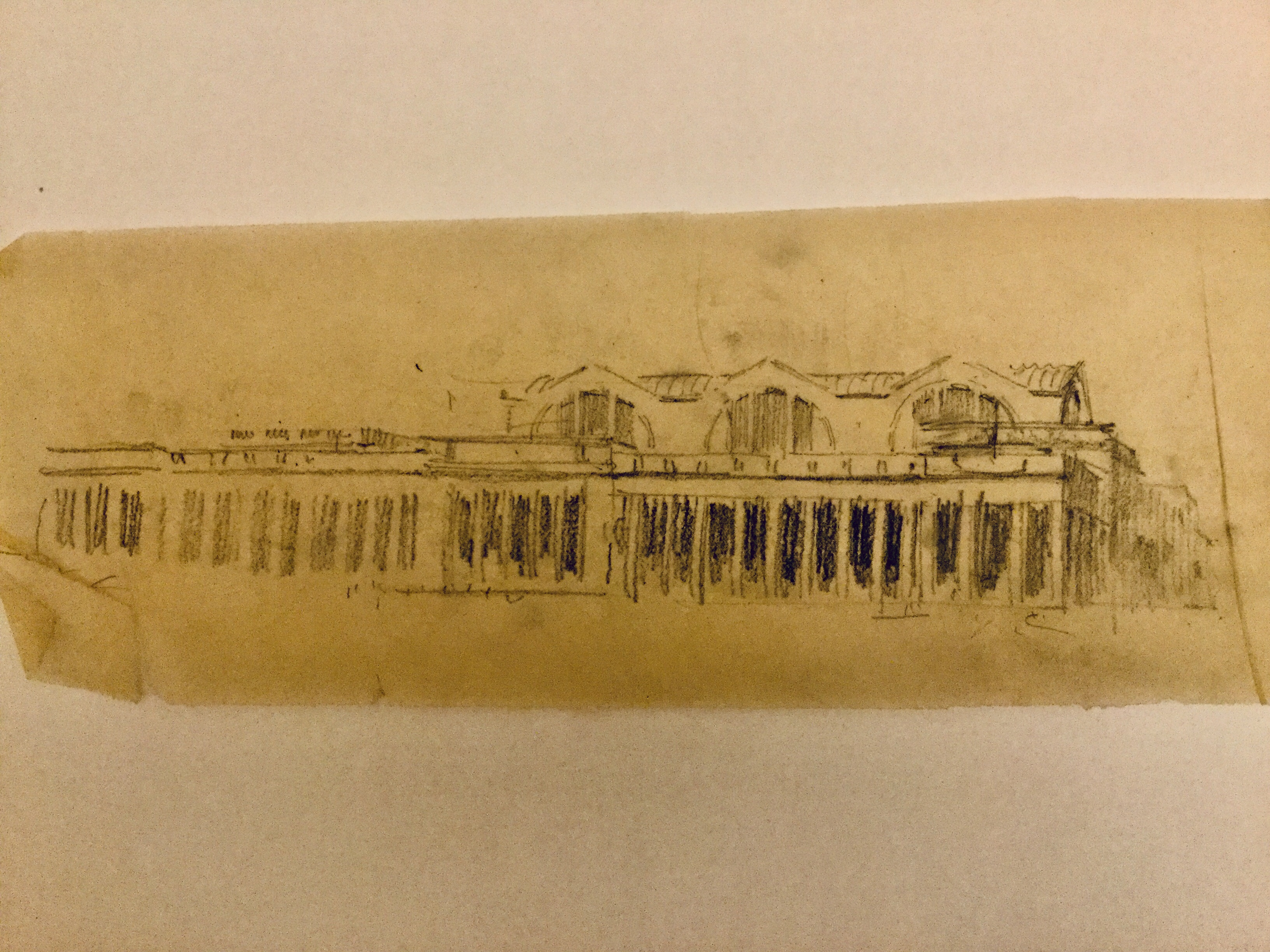
Esboço da estação feito pela McKim, Mead & White

O exterior da Penn Station era marcado por uma imponente colunata romana baseada na clássica ordem dórica grega. Essas colunas, por sua vez, foram projetadas com base em monumentos históricos, como a Acrópole de Atenas. O resto da fachada foi projetada com base na praça de São Pedro na cidade do Vaticano e na sede do Banco da Inglaterra. As colunatas personificavam a sofisticada integração de múltiplas funções e a circulação de pessoas e bens. O projeto da McKim, Mead & White combinava tetos de aço e vidro com um saguão, servindo como uma monumental entrada para a cidade de Nova Iorque.:200
O edifício tinha entradas em todos os seus quatro lados.:200 Das ruas, duas faixas de rodagem de 19 m inspiradas do Portão de Brandemburgo, levavam às duas ferrovias que serviam a estação. Uma faixa levava ao norte do edifício, servindo os trens da LIRR, enquanto que a outra levava ao lado sul, servindo os trens da PRR. Acima de cada entrada das faixas havia uma colunata de 70 m de largura. O teto era feito de liga de Monel.

#### Galeria de entrada
A entrada principal era uma galeria de lojas que levava à interseção da Sétima Avenida com a 32nd Street. Duas placas foram colocadas da entrada da Sétima Avenida do edifício. Uma placa continha um inscrição com os nomes das pessoas que participaram do projeto de expansão dos túneis de Nova Iorque, enquanto que a outra tinha as datas e o nome dos contratantes. Cassat queria que os passageiros tivessem uma experiência cultural ao chegarem em Nova Iorque. Ele projetou a galeria como as de Milão e Nápoles, preenchendo as com lojas e boutiques.
A galeria media 14 m de largura, uma largura similar a da 32nd Street, e tinha 69 m de comprimento. A galeria de entrada foi considerada a mais grandiosa das entradas da Penn Station. A colunata acima da entrada estava a 11 m acima do nível do solo, e as colunas dóricas que a suportavam tinham um diâmetro de 1,4 m.:200
Na extremidade oeste da galeria, havia uma estátua de Alexander Johnston Cassat num nicho na parede norte, onde escadarias de 12 m de comprimento desciam ao saguão de espera onde os passageiros poderiam aguardar por seus trens.:200 Havia também uma estátua do presidente da PRR, Samuel Rea, diretamente oposta a estátua de Cassat, na parede sul, que foi instalada em 1930.

### Interior

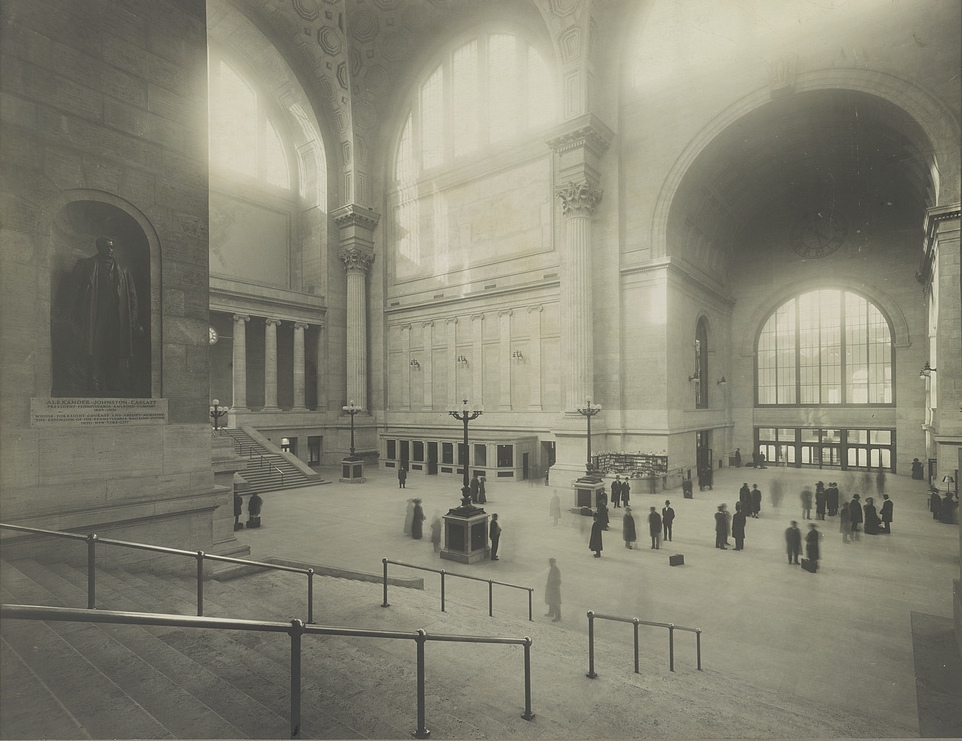
Saguão de espera principal, c. 1912, com a estátua de bronze do presidente da PRR, Alexander Johnston Cassatt, num nicho a esquerda

O amplo saguão de espera, que se estendia por toda o comprimento da Penn Station entre a 31st e 33rd Streets, dispunha de espaços para os passageiros, longos bancos, salas de fumantes para homens e mulheres, bancas de jornal, cabines telefônicas e telegráficas e áreas de bagagem. O saguão de espera principal, inspirado pelas Termas de Diocleciano,:74 se aproxima da escala da Basílica de São Pedro em Roma, foi construído com uma estrutura de aço revestida por gesso que imitava travertino.:200 O saguão media 95,81 m de comprimento, 33,12 m de largura e 46 m de altura.:200
Havia três janelas semicirculares no topo de cada uma das paredes do saguão; cada uma tinha um raio de 11,68 m. Com essas dimensões, a Penn Station era o maior espaço fechado da cidade de Nova Iorque e um dos maiores espaços públicos do mundo. O Baltimore Sun afirmou em abril de 2007 que a estação era "a maior manifestação em pedra, vidro e escultura que alguém poderia imaginar". A historiadora Jill Jones chamou o edifício original de um "grande templo dórico ao transporte".

#### Saguões

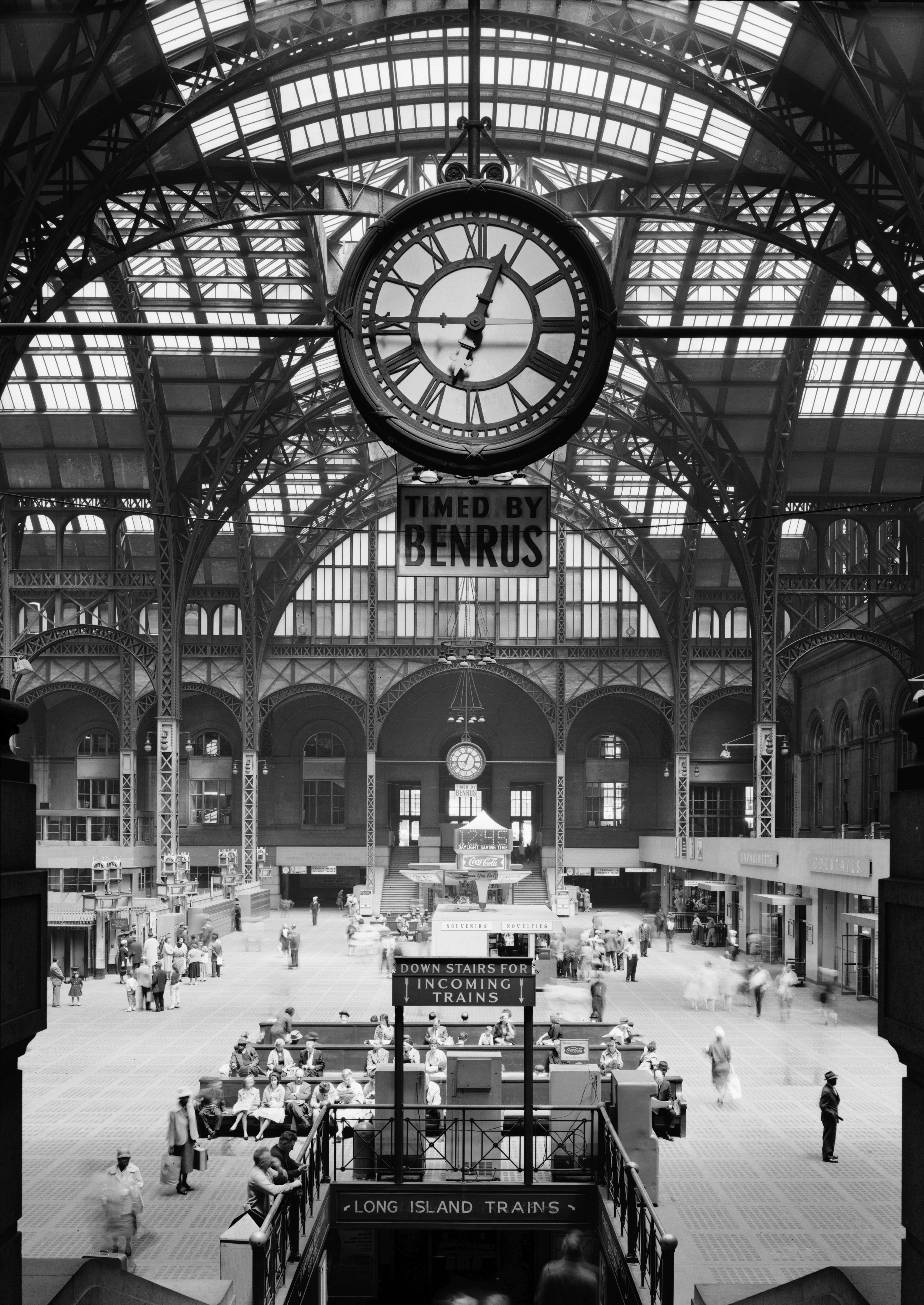
O grande relógio sob a cúpula de vidro no saguão principal

A Penn Station foi um dos primeiros terminais ferroviários a separar os passageiros que chegavam dos que partiam em dois saguões.:151 Junto à sala de espera ficava a área principal do saguão para os passageiros que partiam. A área útil do saguão principal era maior: tinha 95,81 m de comprimento por 61 m de largura.:200 Este saguão era coberto por uma série de cúpulas de vidro sustentadas por uma estrutura de aço.:77 Os trens da LIRR tinham uso exclusivo dos quatro trilhos mais ao norte da estação, enquanto a PRR tinha o uso exclusivo dos trilhos mais ao sul; as duas ferrovias compartilharam os trilhos centrais se necessário.

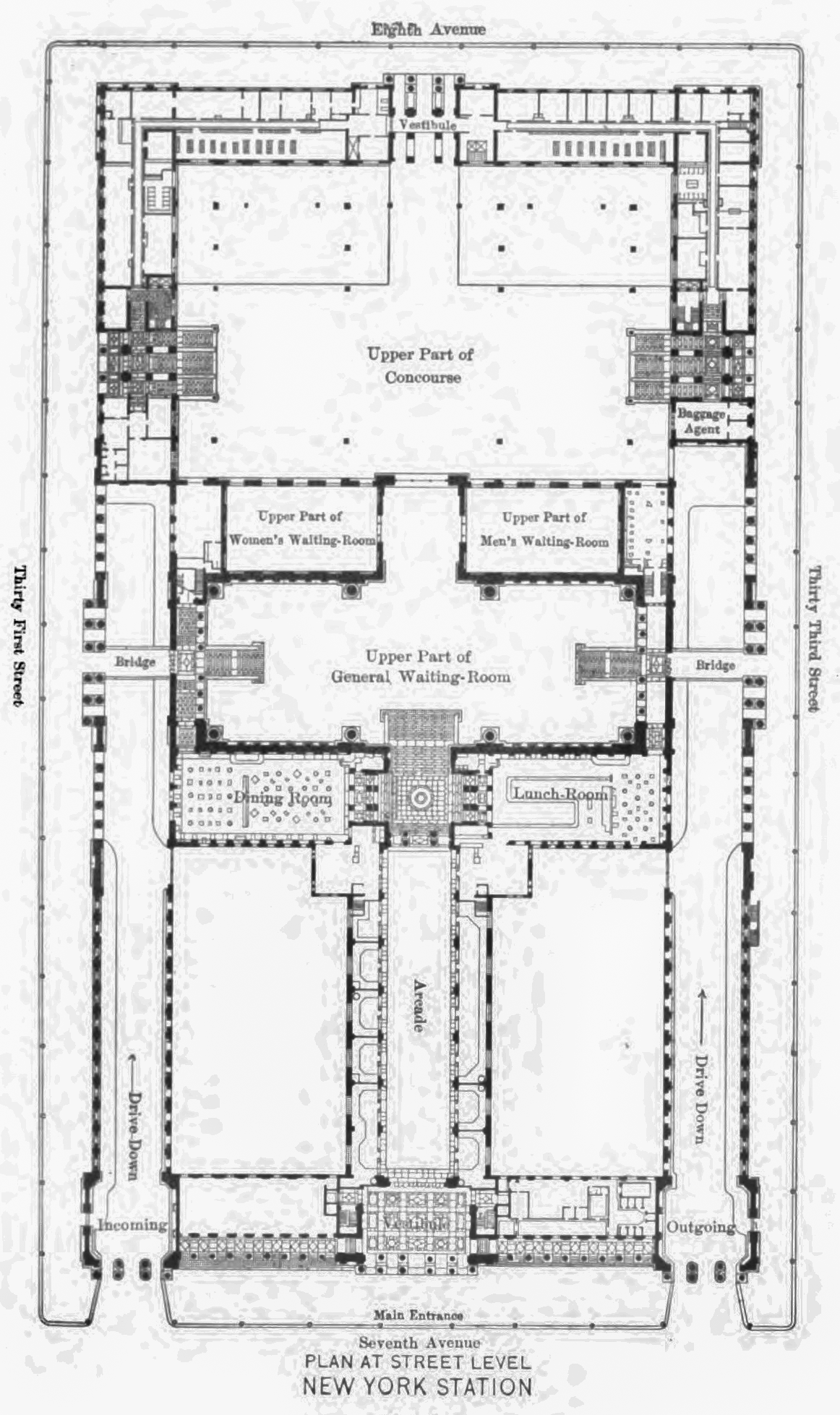
Planta baixa do nível da rua

Passageiros da LIRR também poderiam usar uma entrada no lado norte, ao longo da 34th Street. Havia um mezanino adicional abaixo do saguão principal e sala de espera para os passageiros que chegavam; com dois saguões menores, um para cada ferrovia. O mezanino norte, usado pela LIRR, conectava-se às plataformas LIRR por meio de escadas e à entrada da 34th Street por meio de escadas rolantes. O mezanino sul menor, usado pela PRR, tinha escadas e elevadores entre as plataformas da companhia e o nível do saguão principal e da sala de espera.

#### Plataformas e trilhos
No nível das plataformas, haviam 21 trilhos servindo 11 plataformas, e a estação poderia acomodar até 144 trens por hora. Cerca de 6,4 km de trilhos de armazenamento na e em volta da estação podiam armazenar até 386 vagões de trens. A estação dispunha de 25 elevadores para uso de passageiros e bagagens.:201 Os pátios de trens estavam localizados entra a Nona e Décima Avenidas em um corte de solo que foi posteriormente coberto e construído por cima.:75 A estrutura acima dele era sustentada por 650 colunas de aço, cada uma lidando com um peso de de até 1 504 toneladas.:200
A leste da estação, os trilhos 5 e 21 se fundiam em dois túneis de três trilhos, que então se fundiam nos quatro trilhos dos túneis do rio East. A oeste da estação, aproximadamente na Nona Avenida, todos os 21 trilhos se fundem nos dois trilhos dos túneis do rio Hudson. Os trilhos 1 e 4, os trilhos mais meridionais, terminavam a leste da estação, então eles só poderiam ser usados por trens de Nova Jérsei.:399:76 Quatro torres de controle, nomeadas de A a D, controlavam o movimento dos trens pela estação. A torre de controle principal era a Torre A, localizada entre a Oitava e Nona Avenidas; ainda existe, entretanto está localizada abaixo do edifício Farley.:76

## História

### Planejamento

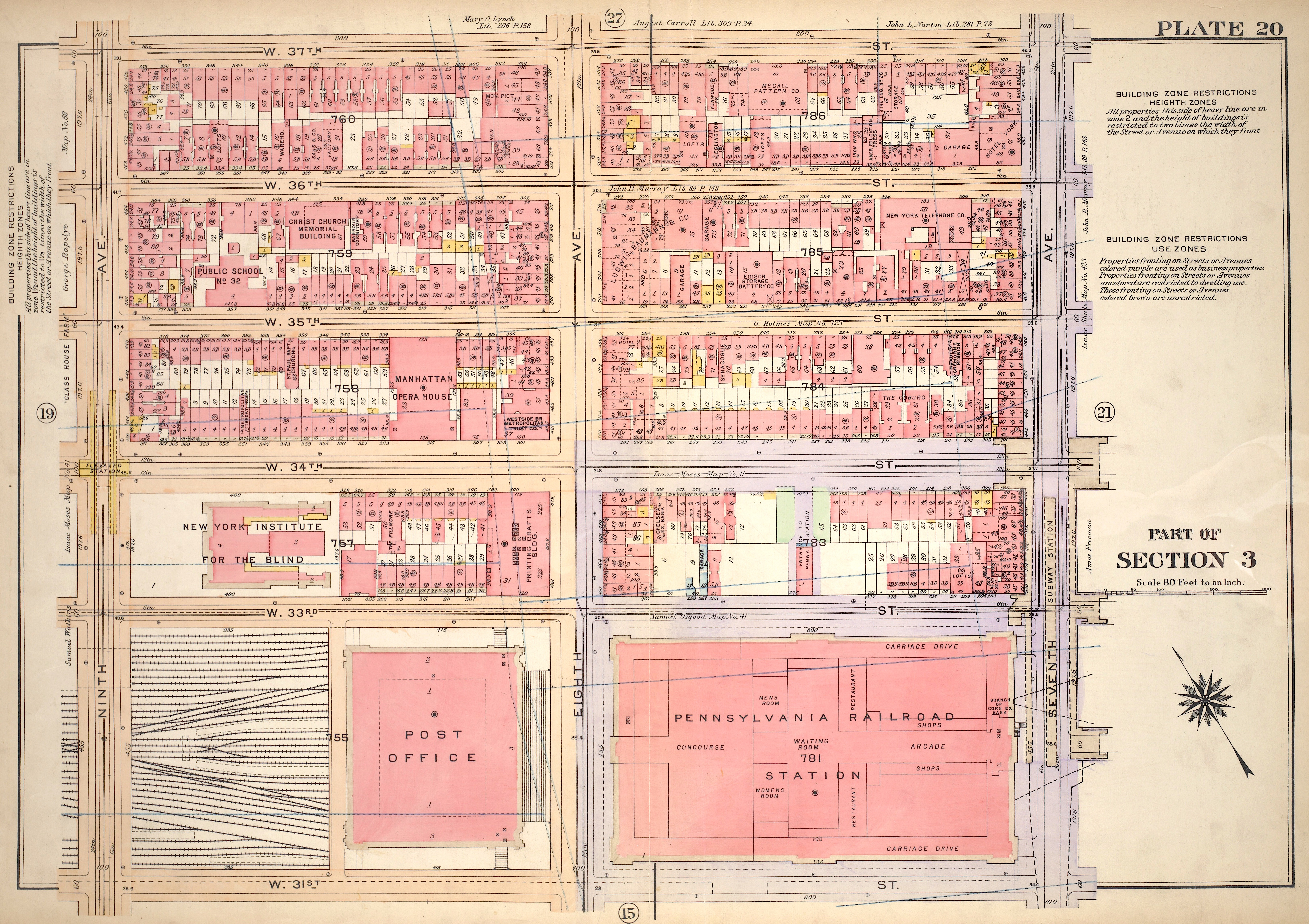
Pennsylvania Staion, chapa 20 de: Bromley, George W. e Bromley, Walter S. Atlas of the City of New York Borough of Manhattan. Volume Two. (Filadélfia: G. W. Bromley and Co., 1920)

Até o início do século XX, a rede da Pennsylvania Railroad (PRR) terminava no lado oeste do rio Hudson, antes conhecido localmente como rio North, em Exchange Place, Jersey City, Nova Jérsei. Os passageiros com destino a Manhattan embarcaram em balsas para cruzar o rio Hudson para o trecho final de sua viagem. A linha da rival, New York Central Railroad (NYC), transportava passageiros de Hudson Valley no norte da cidade, percorrendo a Park Avenue em Manhattan e terminava na Grand Central Terminal.:28 Várias propostas para uma conexão trans-Hudson foram apresentadas no final do século XIX, mas crises financeiras nas décadas de 1870 e 1890 assustaram potenciais investidores. De qualquer forma, nenhuma das propostas apresentadas durante este período foram consideradas viáveis. A PRR considerou construir uma ponte ferroviária pelo Hudson, mas o estado de Nova Iorque insistiu que uma ponte trans-Hudson deveria ser um projeto conjunto com outras ferrovias de Nova Jérsei, o que eles não estavam interessados. A alternativa seria um túnel sob o leito do rio, mas locomotivas a vapor não poderiam usá-lo por causa de acumulação de poluição no espaço fechado. A Legislatura do estado de Nova Iorque proibiu locomotivas a vapor em Manhattan depois de 1 de julho de 1908.
A ideia de um terminal ferroviário em Midtown Manhattan foi concebida pela primeira vez em 1901, quando a Pennsylvania Railroad se interessou por uma nova ferrovia recentemente concluída em Paris. Neste projeto ferroviário parisiense, as locomotivas elétricas foram substituídas por locomotivas a vapor antes da aproximação à cidade. O presidente da PRR, Alexander Johnston Cassatt, adaptou este método para a área da cidade de Nova Iorque na forma da extensão dos túneis de Nova Iorque. Ele liderou o de planejamento projeto. A PRR, que estava trabalhando com a Long Island Rail Road (LIRR) nos projetos de extensão dos túneis, fez planos para adquirir o controle majoritário da LIRR para que um novo terminal pudesse ser construído em Manhattan, em vez de dois. O projeto incluía a Penn Station de Nova Iorque; os túneis do rio Hudson, cruzando o rio Hudson a oeste; e os túneis do rio East, cruzando o rio East a leste. A proposta original para o terminal, que foi publicada em junho de 1901, propunha a construção de uma ponte sobre o rio Hudson entre a 45th e a 50th Streets em Manhattan, além de dois terminais próximos para a LIRR e para a PRR. Isso iria permitir que passageiros viajassem entre Long Island e Nova Jérsei sem ter que trocar de trem. Em dezembro de 1901, os planos foram alterados para que a PRR construísse os túneis do rio Hudson em vez de uma ponte acima dele. A PRR alegou custos e o valor dos lotes como uma justificativa para a construção de um túnel em vez de uma ponte, já que o custo do túnel seria de um terço do de uma ponte.

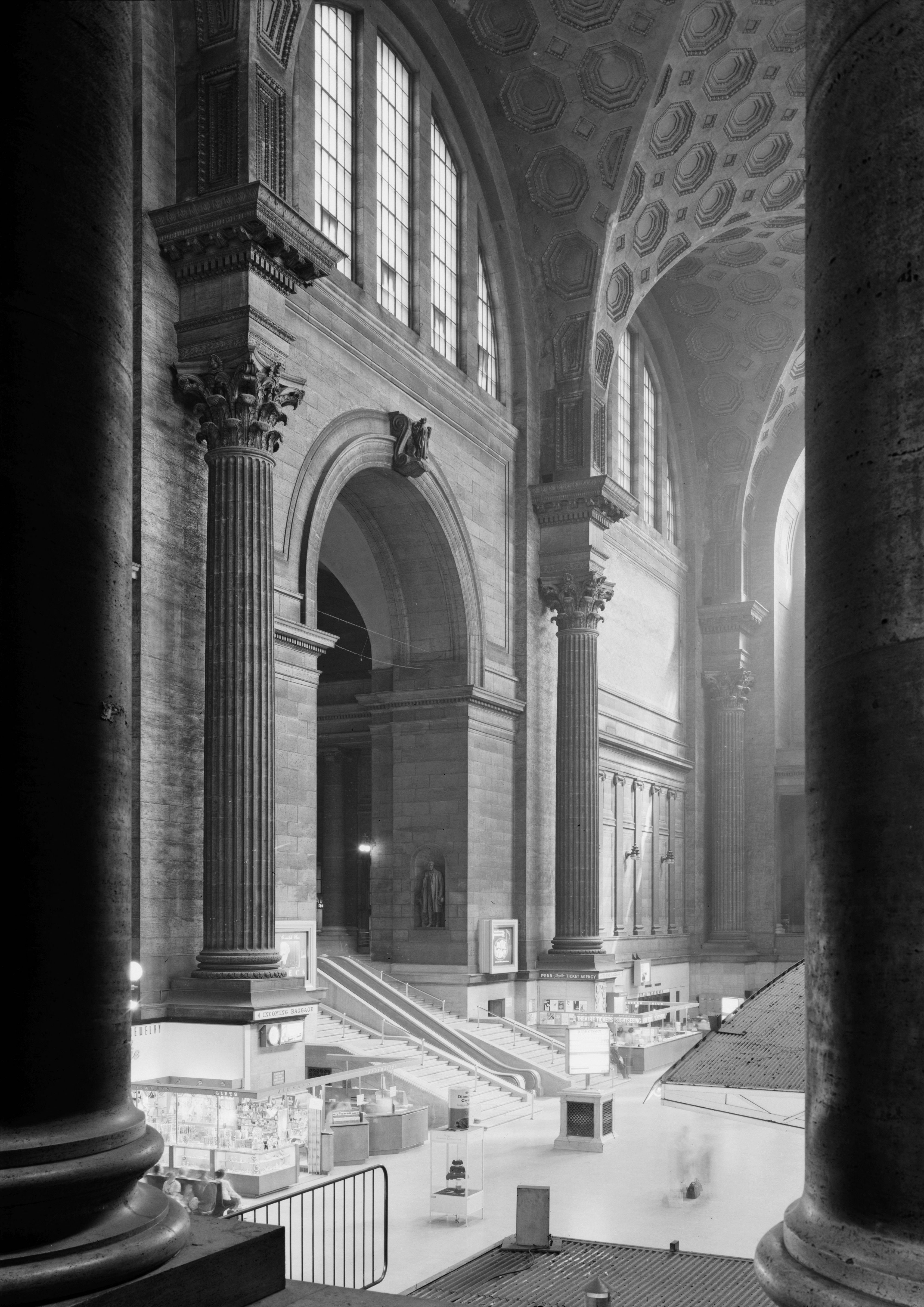
As colunas coríntias do saguão de espera principal da Penn Station de Nova Iorque

O conselho de comissários de transporte público da cidade de Nova Iorque logo se opôs ao projeto de extensão dos túneis da cidade, alegando que não teriam jurisdição sobre os novos túneis, a Interborough Rapid Transit Company também se opôs, vendo o projeto como um potencial concorrente ao seu ainda inacabado serviço de transporte público. A cidade inicialmente recusou a concessão da permissão à PRR pois funcionários públicos acreditavam que a companhia deveria concordar com treze pontos para proteger os interesses da cidade; a PRR acabou cedendo a nove das exigências do município. O projeto foi aprovado pelo conselho da cidade de Nova Iorque em dezembro de 1902, numa votação de 41 votos contra 36. Os túneis do rio Hudson e East seriam construídos abaixo do leito de seus respectivos rios. As linhas da PRR e da LIRR iriam convergir no que iria se tornar a Penn Station de Nova Iorque, uma "imensa estação de passageiros" no lado leste da Oitava Avenida entre as 31st e 33rd Streets em Manhattan. O projeto tinha um custo total estimado em cerca de 100 milhões de dólares.
O projeto de Cassat para a Penn Station de Nova Iorque foi inspirado pela Gare d'Orsay, uma estação no estilo Beaux-Arts em Paris, entretanto o novo terminal teria o dobro do tamanho. Ele contratou Charles McKim da firma de arquitetura McKim, Mead & White para projetar a estação. McKim vislumbrou um espaço que iria celebrar "a entrada para uma das maiores cidades do mundo". Ele estudou o papel dos edifício públicos na Roma Antiga, incluindo as Termas de Diocleciano. Cassatt e McKim trabalharam estreitamente para definir a estrutura da estação. O plano original propunha uma estrutura medindo 450 m de comprimento por 150 m de largura, com três andares abertos para passageiros e 25 trilhos.
Como parte da construção do terminal, a PRR propôs que o Serviço Postal dos Estados Unidos construísse um edifício dos correios do outro lado da estação no lado oeste da Oitava Avenida. Em fevereiro de 1903, o Governo dos EUA aceitou a proposta da PRR e fez planos para a construção do que depois se tornaria o edifício James A. Farley, também foi projetado pela McKim, Mead & White. A PRR também iria construir um pátio de armazenamento de trens no Queens a leste da Penn Station, para ser usado por ambos os trens da PRR pela oeste e da LIRR pelo leste. A função do pátio era armazenar vagões de trens de passageiros no início ou fim de suas viagens, além de inverter a direção das locomotivas que puxavam esses vagões.

### Construção
A aquisição de terra para a estação começou no fim de 1901 ou no início de 1902. A PRR comprou o lote margeado pela Sétima e Nona Avenidas entre as 31st e 33rd Streets. Este local foi escolhido em vez de outros lugares mais ao leste, como Herald Square, porque essas partes de Manhattan já estavam congestionadas. A Penn Station propriamente dita iria ser localizada ao longo da parte leste do local entre a Sétima e Oitava Avenidas. O quarteirão a noroeste, margeado pela Oitava Avenida, Nona Avenida e pela 32nd e 33rd Streets, não era contemplado no plano original.
A condenação de dezessete edifícios de propriedade municipal na localização do futuro terminal, uma área de quatro quarteirões, começou em junho de 1903. Todas as 304 parcelas dentro da área de quatro quarteirões, que eram de propriedade coletiva de 225 a 250 entidades, haviam sido compradas por volta de novembro de 1903. A PRR comprou terras a oeste da Nona Avenida em abril de 1904, sendo assim proprietária de todas as terras entre a Sétima e Décima Avenidas da 31st a 33rd Street. Essa aquisição permitiu que a PRR construísse mais AMVs para os trilhos em torno da Penn Station.
A PRR também comprou terras ao longo do lado norte da futura estação entre as 33rd e 34th Streets, para que a companhia pudesse construir uma passarela para pedestres para a 34th Street, uma grande avenida. As propriedades entre as 33rd e 34th Streets que a PRR havia adquirido foram trans]feridas para a companhia em 1908. A limpeza do local significou "o deslocamento de milhares de moradores de uma comunidade majoritariamente afro-americana no que uma vez ficou conhecido como o distrito Tenderloin em Manhattan".
Um contrato de 5 milhões de dólares para escavar o local foi assinado em junho de 1904, marcando o início do processo de construção. No total, cerca de 500 edifícios tiveram de ser demolidos para dar lugar a estação. Mesmo com a escavação prosseguindo, o governo federal ainda estava a decidir se iria construir uma agência dos correios ao lado da estação da PRR. A companhia planejava entregar os direitos sobre o ar acima dos quarteirões entre a Oitava e Nona Avenida para o governo federal assim que as escavações fossem concluídas.
Entretanto, a PRR iria ainda ser proprietária do solo abaixo do edifício dos correios, o que levou alguns membros do Congresso a se opor ao plano dos correios, acreditando que o governo iria ser proprietário de apenas "um punhado de espaço no ar" acima dos trilhos. O diretor-geral dos correios da cidade de Nova Iorque, Willian Russel Willcox, não obstante aprovou o plano. A McKim, Mead & White, que havia projetado a Penn Station, foi selecionada para projetar o edifício dos correios em 1908. Por esta época, as escavações estavam quase no fim e as estruturas de aço estavam sendo instaladas.
Em junho de 1906, a Ferrovia de Nova Iorque, New Haven e Hartford solicitou e recebeu permissão para operar trens dos subúrbios do norte de Nova Iorque para a Penn Station. A Ferrovia de New Haven foi capaz de alcançar isso através da construção de um ramal da ferrovia de quatro trilhos da New Haven e da New York Central Railroad no Bronx (essas ferrovias são agora respectivamente as linhas New Haven e Harlem da Metro-North Railroad). O ramal, agora a linha Port Morris, iria se separar ao norte da estação Melrose em South Bronx, então iria se fundir com a Harlem River and Port Chester Railroad (HR&PC; agora parte do Corredor Nordeste) logo ao norte do rio Harlem. A HR&PC iria passar do Bronx para o Queens pela ponte de Hell Gate, então continuando ao sul pelo Queens, finalmente se conectando com os túneis do rio Hudson e a Penn Station.
Os túneis do rio Hudson e do rio East corriam quase em linha reta entre o Queens e Nova Jérsei, interrompidos apenas pela então proposta Pennsylvania Station. A tecnologia para os túneis que se conectam à Penn Station foi tão inovadora que a PRR enviou uma seção real de 7 metros de diâmetro dos novos túneis do rio East para a exposição de Jamestown em Norfolk, Virginia, em 1907, para comemorar o 300º aniversário da fundação da colônia de Jamestown. A mesma seção, com uma inscrição indicando que havia sido exposta na Exposição, foi posteriormente instalada no túnel e permanece em uso. A construção dos túneis do rio Hudson foi concluída em 9 de outubro de 1906, e nos túneis do rio East em 18 de março de 1908. A construção também progrediu na Penn Station durante esse período. Os trabalhadores começaram a construir a estrutura de alvenaria da estação em junho de 1908; o que foi concluído treze meses depois.:75
A Penn Station de Nova Iorque foi oficialmente declarada concluída em 29 de agosto de 1910. Uma pequena porção da Penn Station foi inaugurada cerca de duas semanas depois, em 8 de setembro, juntamente com a inauguração dos túneis do rio East. Como resultado, os passageiros da LIRR poderiam viajar diretamente para Manhattan. Antes da inauguração da Penn Station, os passageiros da LIRR entravam em Manhattan pelo terminal de balsas da 34th Street, onde tinham que fazer baldeação para uma estação elevada do metrô. O restante da estação foi inaugurado em 27 de novembro de 1910. Cem mil pessoas visitaram a estação durante seu primeiro dia de operação comercial, excluindo 25 000 passageiros. Com a abertura da estação, a PRR se tornou a única companhia ferroviária a ter acesso à cidade de Nova Iorque pelo sul.
Quando a estação foi concluída, o custo total do projeto da Pennsylvania Railroad da estação e túneis foi de 14 milhões de dólares (equivalente a 2,3 bilhões em 2019), de acordo com um relatório da Interstate Commerce Commission.:156–157:29 A companhia homenageou Cassatt, que morreu em 1906, com uma estátua projetada por Adolph Alexander Weinman, colocada na galeria da estação, que foi posteriormente transferida para o Museu Ferroviário da Pensilvânia após a demolição da estação. Uma inscrição abaixo lia:
Alexander Johnston Cassatt  •  Presidente, Pennsylvania Railroad Company  •  1899–1906  •  Cuja visão, coragem e competência alcançaram  •  a extensão do sistema da Pennsylvania Railroad  •  na cidade de Nova Iorque

### Operação

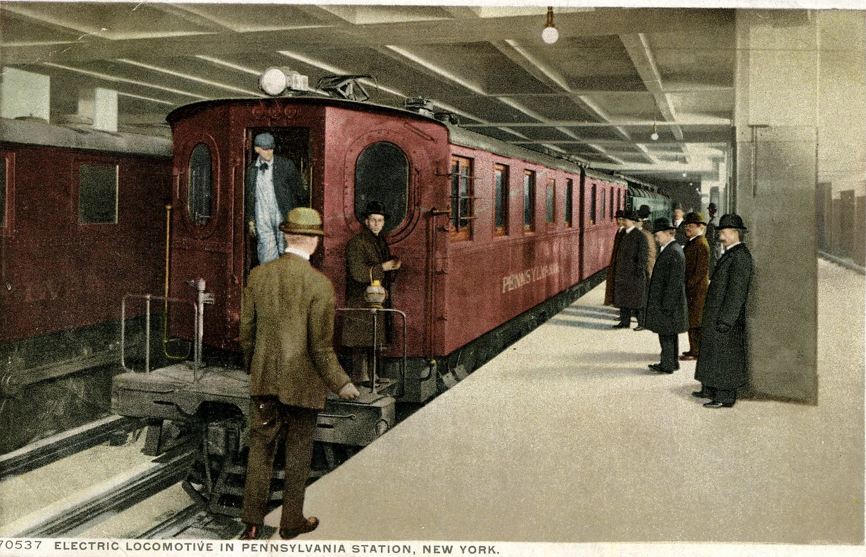
Uma das primeiras locomotivas elétricas chega à estação, c. 1910

Quando a Penn Station foi inaugurada, tinha uma capacidade de 144 trens por hora em seus 21 trilhos e 11 plataformas. No início das operações, 1 000 trens passavam pela estação todos os dias da semana: destes, 600 eram trens LIRR, enquanto os outros 400 eram trens PRR.:201 O tempo de viagem dos passageiros da LIRR foi reduzido em até meia-hora. A estação era tão usada que a PRR logo adicionou 51 trens à sua programação diária. A estação também serviu aos trens de New Haven para o condado de Westchester e Connecticut após a abertura da ponte de Hell Gate em 1917.:30
Durante meio século de operação, muitos trens de passageiros intercidade chegaram e partiram diariamente para Chicago e St. Louis, onde os passageiros podiam fazer conexões com outras ferrovias. Além dos trens da Long Island Rail Road, a Penn Station foi servida pelos trens das ferrovias de New Haven e Lehigh Valley. Um efeito colateral do projeto de construção de túneis foi tornar a cidade acessível para os moradores das redondezas e, dentro de 10 anos após a inauguração, dois terços dos passageiros diários que passavam pela Penn Station eram advindos dos subúrbios de Nova Iorque.
A estação colocou a Pennsylvania Railroad em uma vantagem em relação aos seus concorrentes que ofereciam serviços para o oeste e o sul. Ai ferrovias de Baltimore & Ohio (B&O), Central of New Jersey (CNJ), Erie e Lackawanna, iniciavam suas rotas em terminais em Nova Jérsei, exigindo que os viajantes com destino a Nova Iorque usassem balsas ou os túneis para atravessar o Hudson. Durante a Primeira Guerra Mundial e no início dos anos 1920, os trens de passageiros da rival B&O com destino a Washington, DC, Chicago e St. Louis também usavam a Penn Station, inicialmente por ordem da Administração Ferroviária dos Estados Unidos, até que a Pennsylvania Railroad encerrou o acesso da B&O em 1926. Incomumente para um edifício público, a Penn Station foi bem mantida durante seu auge. Tal era o status da estação que sempre que o Presidente dos Estados Unidos chegava a Nova Iorque por trem, chegava e partia nos trilhos 11 e 12.:78 Membros da realeza e líderes de outros países também viajaram pela estação.

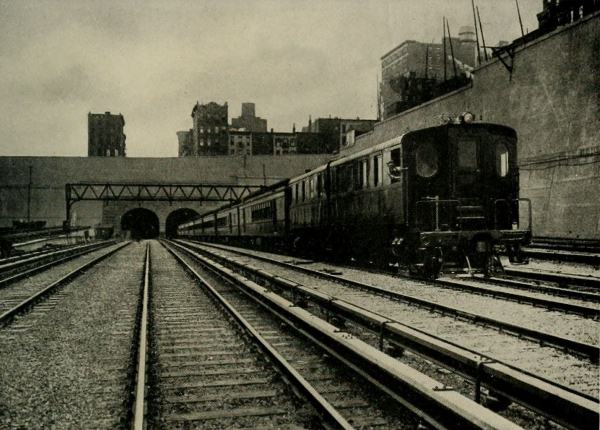
Um trem de Nova Jérsei se aproximando da estação, c. 1910

Nas décadas seguintes, alterações na Penn Station aumentaram sua capacidade. O saguão, a sala de espera, as instalações e as plataformas da LIRR foram ampliadas. Foram fornecidas conexões para as estações de metrô da cidade de Nova York na Sétima e Oitava Avenida. A eletrificação da Penn Station foi inicialmente de terceiro trilho, que fornecia 600 volts de corrente contínua.:29 Posteriormente, foi alterada para catenária de corrente alternada de 11 000 volts, quando a eletrificação da linha principal da PRR foi estendida para Washington, DC, no início dos anos 1930. A expansão da eletrificação também permitiu que a PRR começasse a operar trens suburbanos elétricos de Trenton por Newark a partir de 1933; anteriormente, os trens urbanos movidos a vapor tinham que partir e chegar em Exchange Place. Em 1935, a Penn Station já havia transportado mais de um bilhão de passageiros.
Um terminal de ônibus da Greyhound Lines foi construído ao norte da Penn Station, em frente a 34th Street, em 1935. No entanto, após uma década, o terminal de ônibus entrou em declínio e era frequentado por criminosos e moradores de rua. O terminal da Greyhound logo sofreu concorrência do terminal rodoviário de Port Authority, localizado sete quarteirões ao norte da Penn Station. Inaugurado em 1950, tinha como objetivo consolidar os serviços de ônibus. A Greyhound resistiu por quase uma década depois, mas em 1962 o terminal de ônibus da Penn Station foi fechado e as operações foram transferidas para o terminal rodoviário de Port Authority.
A estação ficou mais movimentada do que nunca durante a Segunda Guerra Mundial: em 1945, mais de 100 milhões de passageiros viajaram pela Penn Station. O declínio veio logo depois, com o início da era dos aviões e a construção do Sistema Interestadual de Rodovias. No entanto, a estação já havia entrado em declínio por volta da década de 1930 e, na década de 1950, os ornamentos de granito rosa de seu exterior estavam cobertos de sujeira. A PRR registrou seus primeiros prejuízos anuais em 1947, com o volume de passageiros intermunicipais continuando a diminuir drasticamente na década seguinte. Uma reforma no final dos anos 1950 cobriu algumas das colunas com plástico e encobriu o espaçoso saguão central com a "Concha", uma nova bilheteria projetada por Lester C. Tichy.
O crítico de arquitetura Lewis Mumford escreveu no The New Yorker em 1958 que "nada mais que pudesse ser feito à estação poderia danificá-la". Anúncios envolviam o saguão da estação na Sétima Avenida, enquanto que lojas e restaurantes abarrotavam o mezanino do lado da Oitava Avenida. Uma camada de sujeira cobria o interior e o exterior da estrutura, e o granito rosa ficou manchado de cinza. Outra crítica arquitetônica, Ada Louise Huxtable, escreveu no The New York Times em 1963: "A tragédia é que em nossos tempos não apenas somos incapazes de construir tal edifício, mas nem conseguimos mantê-lo".

### Demolição

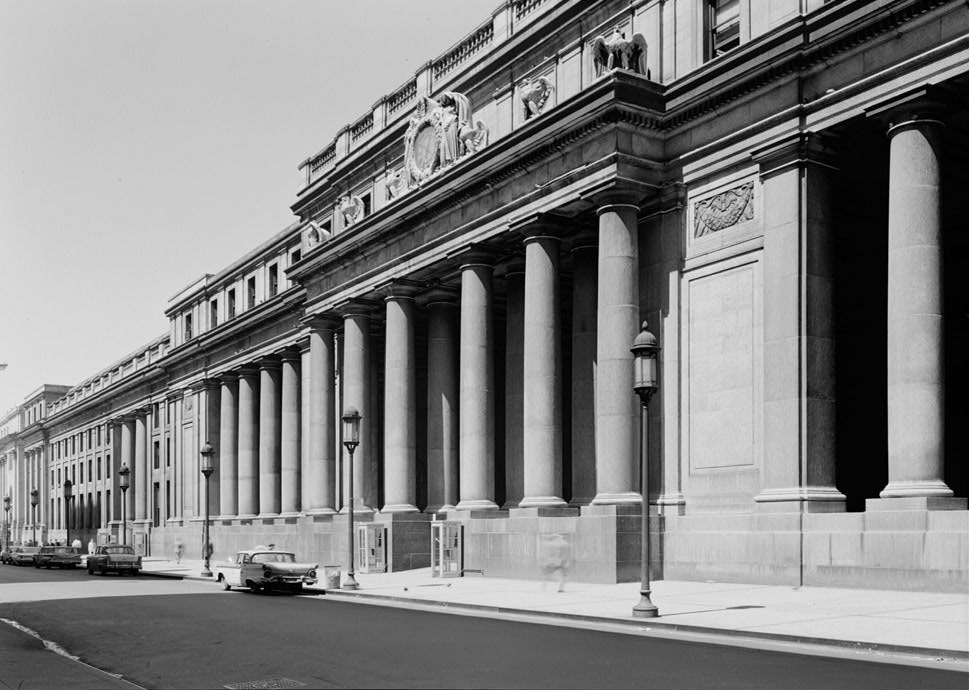
Vista em 1962

A Pennsylvania Railroad vendeu os direitos sobre o ar acima da Penn Station de Nova Iorque ao incorporador imobiliário William Zeckendorf em 1954. Ele já havia sugerido que o local ocupado pelos dois quarteirões da estação poderia ser usado como um "centro comercial mundial". Essa opção iria envolver a a demolição do edifício da estação, que seria substituído por um complexo de escritórios e esportes. As plataformas subterrâneas e os trilhos da estação não seriam modificados, mas os mezaninos da estação seriam reconfigurados. Um esboço para um "Palácio do Progresso" foi apresentado em 1955, mas não foi posto em prática.
Os planos para o novo Madison Square Garden acima da Penn Station foram anunciados em 1962 por Irving M. Felt, o presidente da Graham-Paige, a empresa que comprou os direitos do ar acima da Penn Station. Em troca da venda desses direitos, a PRR ganharia uma estação menor, nova e com ar-condicionado, completamente subterrânea, sem nenhum custo, e uma participação de 25 por cento no novo complexo do Madison Square Garden. Um hotel de 28 andares e um prédio de escritórios de 34 andares, agora parte do complexo Penn Plaza, seriam construídos no lado leste do quarteirão, de frente para a Sétima Avenida. A arena propriamente dita ocuparia a maior parte do quarteirão, em frente a Oitava Avenida.
Na época, um argumento a favor da demolição da antiga Penn Station era que a manutenção da estrutura havia se tornado inviável em razão de seu alto custo. Seu enorme tamanho fez com que a PRR dedicasse uma "fortuna" à sua manutenção, e o exterior da estação havia se tornado um tanto sujo. Aqueles que se opuseram á demolição, faziam campanha pela preservação da estação, destinada a ser uma parte funcional da infraestrutura da cidade, sendo também um monumento ao passado. Como observou na época um editorial do The New York Times que criticava a demolição, "qualquer cidade consegue o que quer, está disposta a pagar e, por fim, merece".
Arquitetos modernos tentaram preservar o edifício, embora sua arquitetura fosse oposta aos seus próprios estilos. Valorizando a estação, ecoavam o lema "não destrua – renove" em suas manifestações. Apesar da polêmica gerada sobre a demolição, Felt afirmou que "acreditava que o ganho com os novos edifícios e o centro esportivo superava qualquer perda arquitetônica". Ele declarou: "Daqui a cinquenta anos, quando chegar a hora do [Madison Square Garden] ser demolido, haverá um novo grupo de arquitetos que protestará contra". Apesar de grande oposição pública à demolição da Penn Station, o Departamento de Planejamento Urbano de Nova Iorque aprovou o início da demolição da estação naquele verão. Protestos de arquitetos contra a decisão não surtiram efeito.

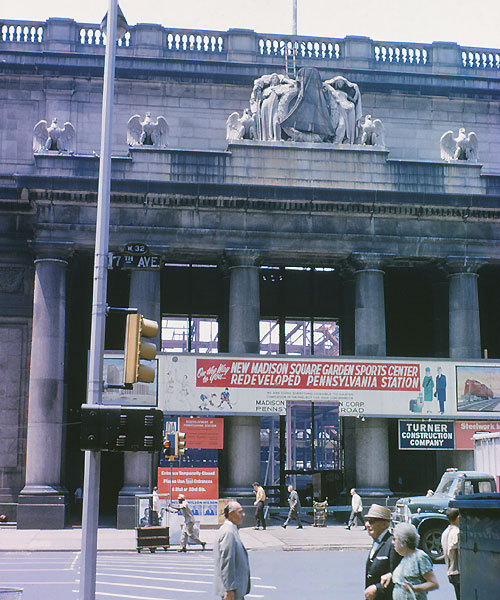
A demolição da estação em 1966

Sob a liderança do presidente da PRR, Stuart T. Saunders (que mais tarde presidiu a Penn Central Transportation), a demolição da estação começou em 28 de outubro de 1963. Uma estrutura gigante de aço foi colocada acima dos trilhos e plataformas, permitindo que os serviços continuassem, com apenas mínimas interrupções. Isso foi possível apenas porque a maior parte da infraestrutura ferroviária, incluindo os saguões e plataformas, estavam abaixo do nível da rua. Cerca de quinhentas colunas foram colocadas nas plataformas, enquanto que os passageiros foram redirecionados em volta das áreas em obras, cercadas por madeira compensada.:73 O Madison Square Garden e duas torres de escritórios foram construídas acima dos saguões e da área de espera, ambos amplamente renovados.
As primeiras estruturas do Madison Square Garden foram colocadas no final de 1965, e no verão de 1966, grande parte da estação já havia sido demolida, exceto pela entrada da Sétima Avenida. No final de 1966, grande parte da nova estação já havia sido construída. Com três novas entradas: uma na 31st Street com a Oitava Avenida, outra na 33rd Street com a Oitava Avenida e uma terceira numa rua entre as Sétima e Oitava Avenidas, das 31st a 33rd Streets. Painéis eletrônicos estavam sendo colocados, lojas estavam sendo reformadas, novas escadas rolantes estavam sendo instaladas e plataformas que foram temporariamente fechadas durante as reformas foram reabertas. Um anúncio de 1968 mostrava o projeto final do arquiteto Charles Luckman para o complexo do Madison Square Garden.

#### Impacto
Embora a demolição da estação fosse vista como progressista em uma época de declínio dos serviços de transporte ferroviário de passageiros, também criou indignação internacional. Quando o desmantelamento da estrutura começou, o conselho editorial do The New York Times' escreveu: "Até o primeiro tijolo cair, ninguém estava convencido de que Penn Station realmente iria ser demolida, ou que Nova Iorque permitiria este ato monumental de vandalismo contra um de seus maiores marcos da sua época de elegância romana". A fotografia do repórter Eddie Hausner do New York Times da escultura Dia de Adolph Alexander Weinman, largada em um aterro sanitário nas Meadowlands de Nova Jérsei, inspirou o comissário de Conservação e Desenvolvimento Econômico de Nova Jérsei, Robert A. Roe, a resgatar algumas das esculturas da estação. O crítico de arquitetura do New York Times, Michael Kimmelman, comparou a demolição da estação à da Biblioteca Lenox, destruída para dar lugar à Coleção Frick, ou o antigo Waldorf-Astoria, demolido para a construção do Empire State Building. Ele afirmou que isso quebrou uma longa tradição dos nova-iorquinos em aceitar que "o que substituísse um edifício amado seria tão bom ou melhor".
A controvérsia sobre a demolição da estação original é citada como um catalisador para o movimento de preservação arquitetônica nos Estados Unidos, particularmente na cidade de Nova Iorque. Em 1965, dois anos após o início da demolição da Penn Station, a cidade aprovou uma lei de preservação de marcos históricos, criando assim a Comissão de Preservação de Marcos da Cidade de Nova Iorque. Outra grande estação ferroviária da cidade, a Grand Central, também foi proposta para demolição em 1968 pelo proprietário da estação, a Penn Central. O Terminal foi preservado pela Comissão de Marcos Históricos da cidade, apesar de que a Penn Central questionou a decisão em 1978.

### Nos dias atuais

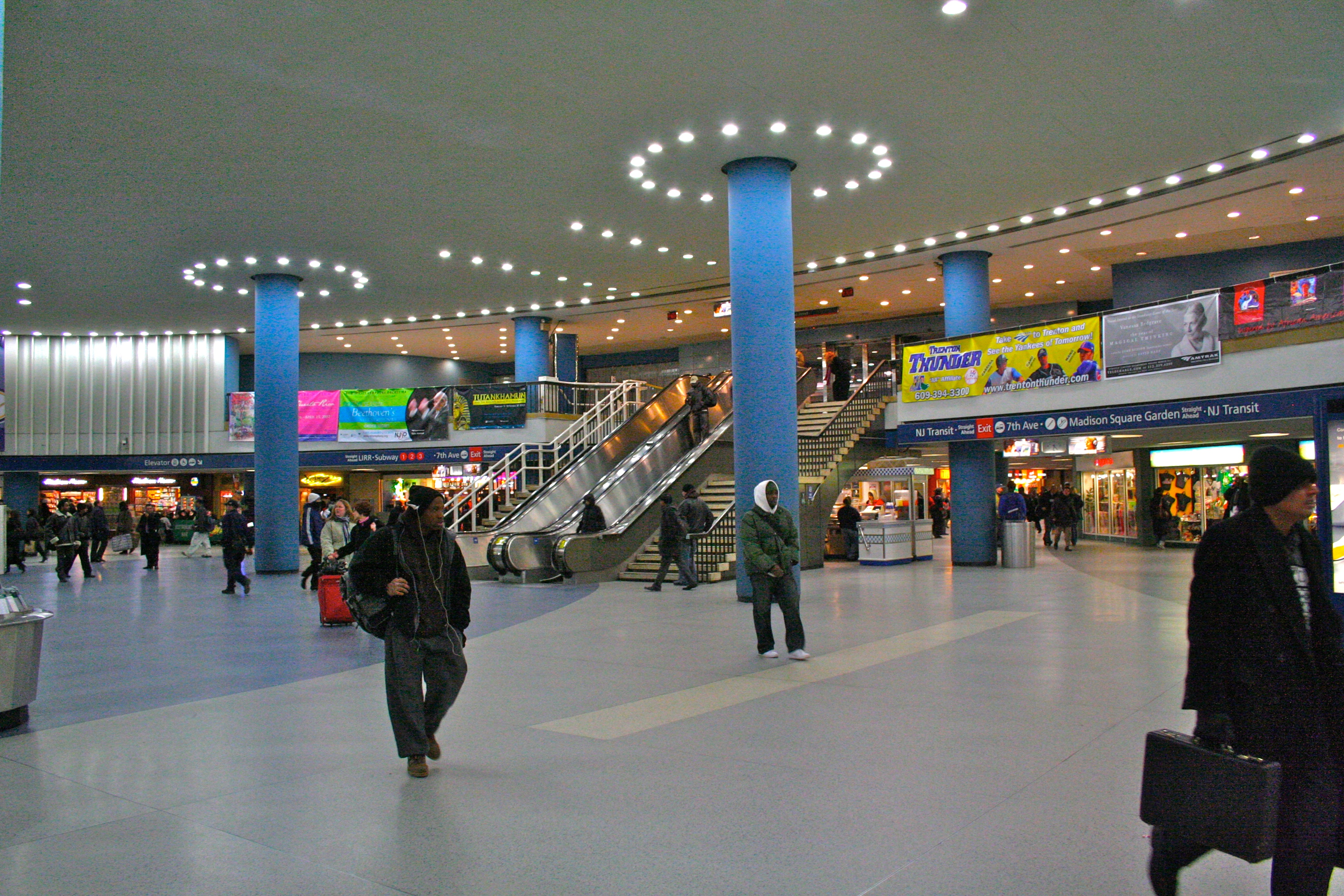
Saguão da Amtrak da estação atual

A atual Penn Station foi construída embaixo do Madison Square Garden na 33rd Street com a Two Penn Plaza. A estação é composta por três níveis, com os saguões localizados nos dois níveis superiores e as plataformas localizadas no nível inferior. Os dois níveis de saguões, já presentes na estação de 1910, foram extensivamente renovados durante a construção do Madison Square Garden e expandidos nas décadas seguintes. Os trilhos e plataformas também são em sua maioria originais, exceto por conexões mais recentes com o pátio West Side e o com o Empire Corridor da Amtrak, que serve Albany e Buffalo. A estação é dividida em três áreas, dispostas em saguões da Amtrak, NJ Transit (que opera as antigas linhas de transporte regional da PRR em Nova Jérsei) e da LIRR.
Comparando a antiga e a nova Penn Station, o historiador de arquitetura de Yale, Vincent Scully, escreveu: "Uma entrava na cidade como um deus; a outra agora se arrasta como um rato". Apesar de ter passado por melhorias desde a década de 60, a Penn Station é criticada, sendo descrita como uma "catacumba" apertada e sem charme, especialmente quando comparada à estação Grand Central, mais ampla e ornamentada. O New York Times, em um editorial de novembro de 2007 apoiando a ampliação do terminal ferroviário, disse que "os passageiros da Amtrak ... agora são espremidos por salas subterrâneas desprovidas de luz ou personalidade".
O repórter de transportes do Times, Michael M. Grynbaum, escreveu que a Penn Station é "a enteada feia dos dois grandes terminais ferroviários da cidade". Com opiniões similares, Michael Kimmelman escreveu em 2019 que, embora reduzir o tamanho da Penn Station e movê-la para o subsolo pode ter feito algum sentido na época, em retrospecto era um sinal de que Nova Iorque "desdenhava seu glorioso passado arquitetônico". Ele também afirmou que a estação remodelada não é compatível com sua fama de ser a principal porta de entrada para Nova Iorque.
No início da década de 1990, o senador americano Daniel Patrick Moynihan começou a defender um plano para construir uma réplica da histórica Penn Station; ele havia engraxado sapatos na estação original durante a Grande Depressão. Ele propôs construí-la no prédio vizinho, o edifício James A. Farley. Em 1999, o senador Charles Schumer propôs que a estação fosse chamada de "estação Daniel Patrick Moynihan" em sua homenagem. O projeto, agora rebatizado de "Moynihan Train Hall", foi dividido em duas fases. A primeira fase, com a construção do saguão West End, foi inaugurada na parte leste do antigo edifício dos correios em junho de 2017. A segunda fase, que consistiu na expansão das instalações da Penn Station no edifício James A. Farley, foi inaugurada em janeiro de 2021.

### Arte
O artista Jules Guérin foi contratado para criar seis murais para a Penn Station; cada um com mais de 30 m altura. A estação continha quatro pares de esculturas projetadas por Adolph Weinman, intituladas Dia e Noite. Essas esculturas, inspiradas na modelo Audrey Munson, ladeavam grandes relógios no topo de cada lado do edifício.:76 As esculturas Dia e noite eram acompanhadas por duas pequenas águias de pedra. Também haviam 14 águias de pedra no exterior da Penn Station.

## Elementos remanescentes
Após a demolição da Penn Station original, muitos de seus elementos arquitetônicos foram perdidos ou descartados nas Meadowlands de Nova Jérsei. Alguns foram resgatados ou realocados. Alguns componentes da estação original ainda permanecem na estação dos dias atuais: foram cobertos ou permanecem visíveis na estação atual.

### Ornamentos e arte
Das 22 esculturas de águias do exterior da estação, são conhecidas as localizações de todas as 14 águias maiores. Três permanecem na cidade de Nova Iorque: dois na Penn Plaza ao longo da Sétima Avenida, flanqueando a entrada principal, e um em Cooper Union, a alma mater de Adolph Weinman. A águia da Cooper Union estava localizada no pátio da Escola de Engenharia Albert Nerken no 51 Astor Place, mas foi realocada no verão de 2009, juntamente com a escola de engenharia, para um novo edifício universitário no 41 Cooper Square. Essa águia não é mais visível da rua, pois está localizada no telhado do edifício.
Três estão em Long Island: dois na Academia da Marinha Mercante dos Estados Unidos em Kings Point, e um na estação da LIRR em Hicksville. Quatro estão na ponte de Market Street em Filadélfia, Pensilvânia. Também existem águias em outros quatro lugares. Uma está localizada perto do campo de futebol americano do Colégio Hampden-Sydney, perto de Farmville, Virgínia. Outra está no Zoológico em Washington, DC. As outras águias estão em Vinalhaven, Maine e na Academia Militar de Valley Forge na Pensilvânia.
Das oito águias menores, que cercaram as quatro esculturas intituladas Dia e Noite, quatro são conhecidas. Duas estão localizadas em Ringwood, Nova Jérsei. As outros duas fazem parte de uma fonte memorial de Kansas City, Missouri. A família de Albert Fritsch, um mecânico da PRR, possui um fragmento de outra águia.

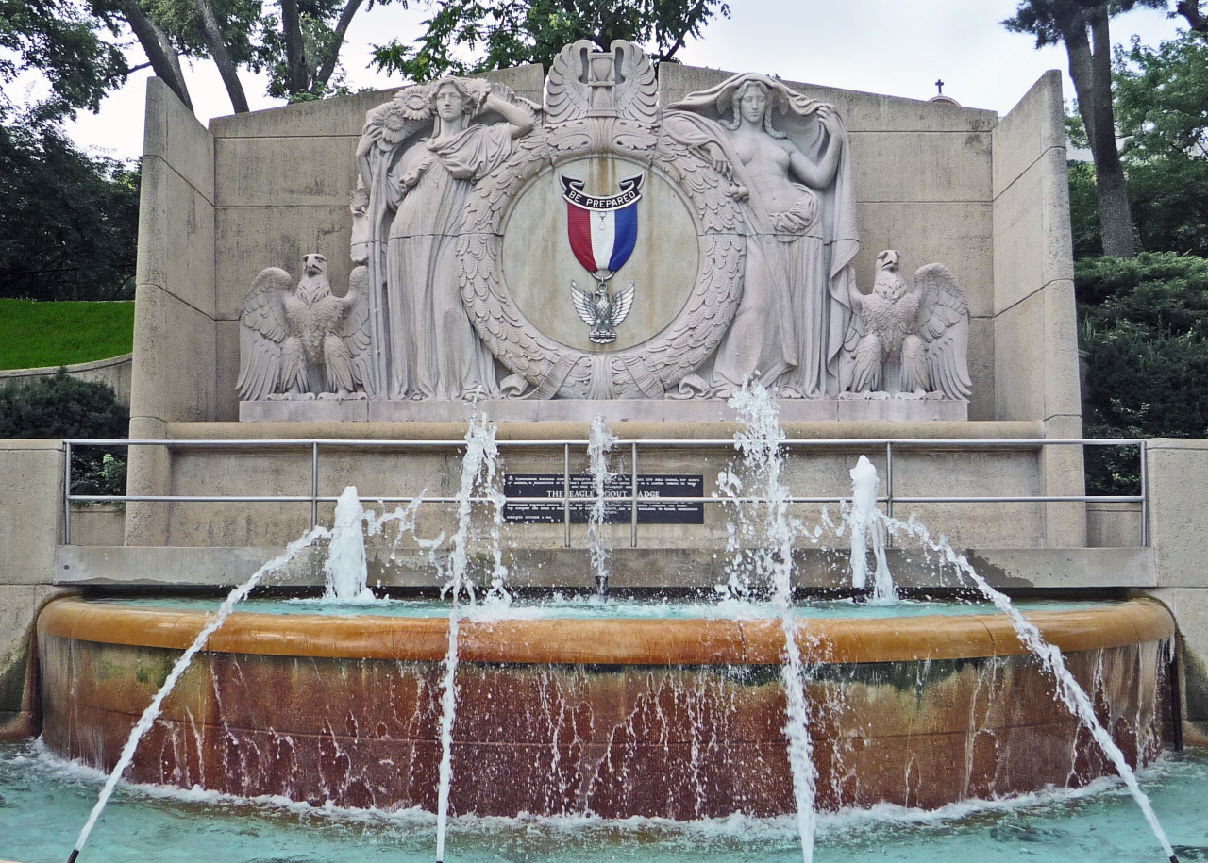
A Fonte Memorial Eagle Scout em Kansas City, Missouri, contem um conjunto completo de estátuas Dia e Noite da estação, incluindo as águias menores

Três pares das esculturas Dia e Noite foram localizados. Um dos três pares, ainda intacto, está na Fonte Memorial Eagle Scout, em Kansas City. Uma escultura Noite foi movida para o jardim de esculturas do Museu do Brooklyn. Os outros pares de esculturas Dia e Noite foram descartados nas Meadowlands de Nova Jérsei. Um desses pares, recuperado por Robert A. Roe, foi armazenado no Parque Estadual Ringwood no Condado de Passaic, Nova Jérsei.
No final da década de 1990, a NJ Transit queria instalar as esculturas na estação Newark Broad Street. No entanto, isso não aconteceu, e um colunista do site Untapped Cities encontrou o par de esculturas em um estacionamento de Newark em meados de 2017. Outra escultura Dia foi encontrada em 1998 na fábrica da Con-Agg Recycling Corporation no Bronx; a escultura danificada estava armazenada na usina de reciclagem pelo menos desde a metade da década de 90.
O Museu do Brooklyn também possui parte de uma das colunas jônicas da estação, bem como algumas placas. O maior componente da estação que se sabe ter sido recuperado é uma coluna dórica de 11 m, que foi transportada para a vila de Woodridge, Nova Iorque, por volta de 1963. A coluna iria fazer parte de um colégio na vila, entretanto os planos foram cancelados. A coluna permaneceu em Woodridge uma vez que era muito difícil trazer a coluna de volta. Além disso, 18 das 84 colunas da estação deveriam estar localizadas no Battery Park, em Lower Manhattan. No entanto, as colunas foram despejadas em um aterro sanitário em Nova Jérsei. A estátua de Samuel Rea ainda existe e está localizada no exterior da entrada da atual Penn Station na Sétima Avenida.

### Na estação atual
Outros pequenos detalhes arquitetônicos permanecem na estação. Algumas das escadas originais nas plataformas, com corrimãos de latão e ferro, ainda existem, embora outras tenham sido substituídas por escadas rolantes. A divisória original de ferro fundido que separa a área de espera da Long Island Rail Road no saguão inferior foi exposta durante as reformas em 1994. O granito original fica exposto de vez em quando em corredores com muito tráfego, onde o piso moderno se desgastou, e as áreas de espera e bilheterias modernas ocupam quase os mesmos espaços da configuração original de 1910. Também existem vestígios das faixa de rodagem de entrada norte. A estação moderna ainda mantém as bases estruturais da estação original. Nas plataformas, os painéis com furos ainda podem ser vistas embutidas no teto (o piso do saguão inferior) que no passado deixavam a luz passar pelo saguão a partir dos tetos de vidro da estação original.

### Edifício de Serviços da Penn Station
O Edifício de Serviços da Penn Station, localizado ao sul da estação na 242 West 31st Street entre a Sétima e Oitava Avenidas, foi construído em 1908 para fornecer eletricidade e aquecimento para a estação. O edifício mede 49 de comprimento por 26 m de altura. Com uma fachada em granito rosa no estilo dórico romano, foi projetada pela McKim, Mead & White. Uma parede vai de norte a sul, dividindo o edifício ao meio, com caldeiras de geração de energia a oeste da parede e equipamentos de distribuição de energia e escritórios a leste.
A estrutura sobreviveu à demolição do prédio da estação principal, mas agora fornece apenas ar comprimido para os interruptores nos AMVs sob a estação. Em janeiro de 2020, uma expansão para o sul da Penn Station, a ser chamada de Penn South, foi proposta. A proposta iria expandir a área dos trilhos para o sul até West 30th Street e exigir a demolição de todo o quarteirão em que o prédio está localizado.

## Na mídia
A Pennsylvania Station original foi destacada em várias obras cinematográficas. Por exemplo, Applause, de Rouben Mamoulian, de 1929, retratou a estação em uma cena entre a personagem principal e sua filha. Várias cenas do filme The Clock, de 1945, também acontecem na Pennsylvania Station, embora tenham sido filmadas no estúdio 27 da MGM devido à problemas financeiros durante a Segunda Guerra Mundial. Em contraste, o filme de 1951 de Alfred Hitchcock, Strangers on a Train, tem uma cena de perseguição na estação que foi filmada no local. O saguão de vidro também é mostrado nas cenas de abertura e encerramento do filme noir de 1955 de Stanley Kubrick, Killer's Kiss.
Já depois da demolição, a estação foi recriada para uma cena do filme Motherless Brooklyn de 2019. Os efeitos especiais foram combinados com um cenário real e atores em roupas de época, embora a versão mostrada reflita sua imagem mais primorosa das décadas de 1920 e 1930, em vez de sua condição mais dilapidada do ano em que o filme se passa.

## Galeria

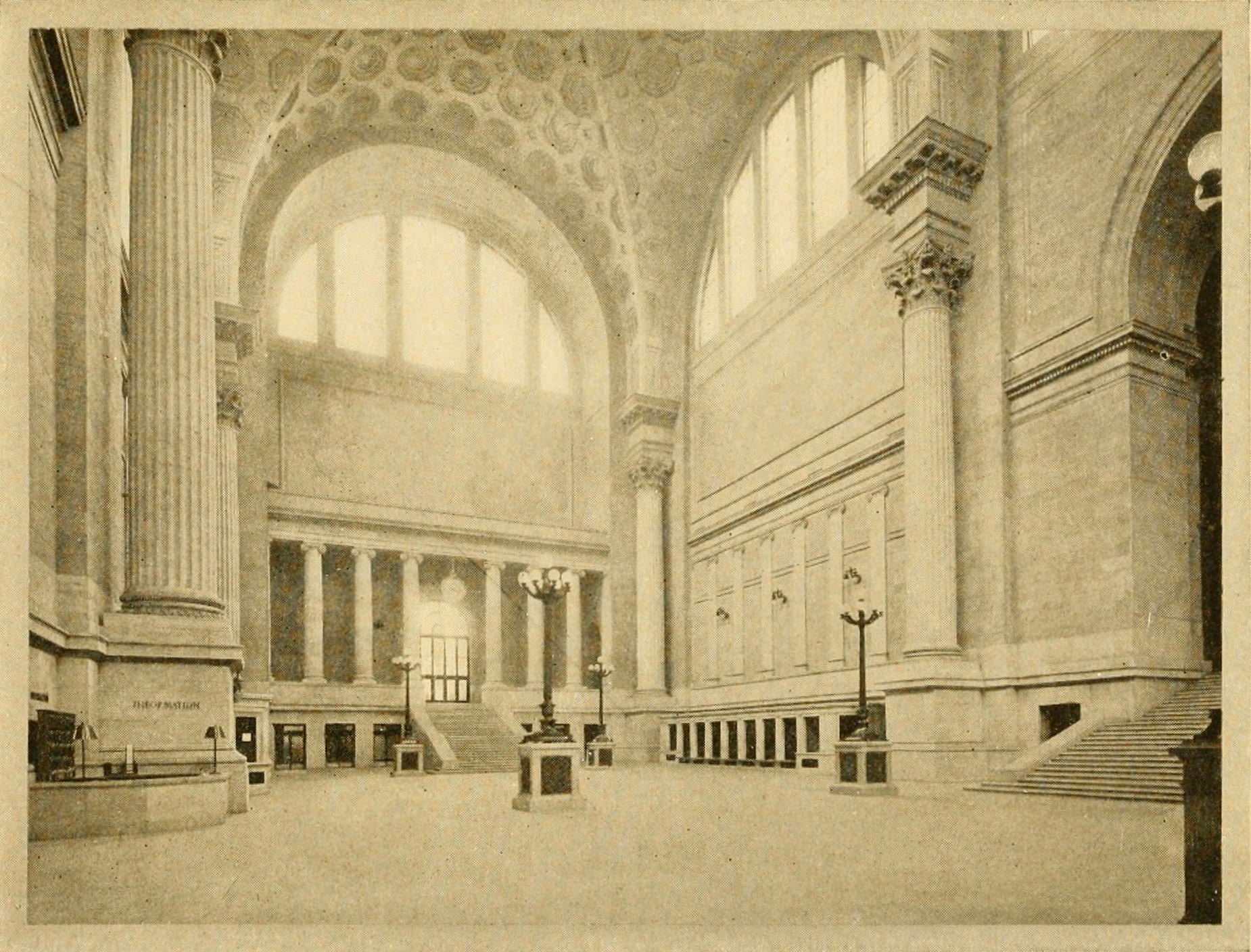
O salão de espera principal
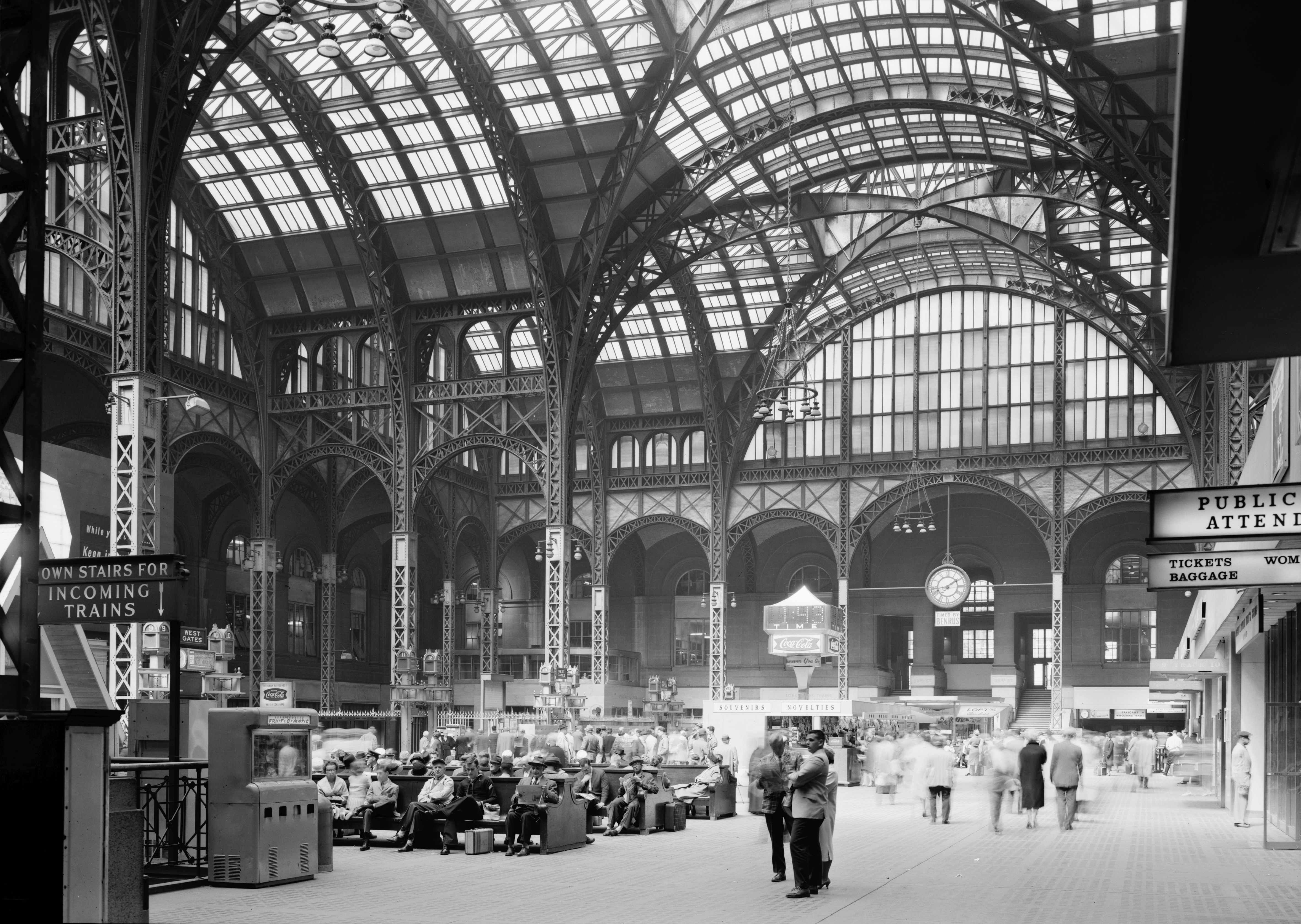
O saguão central
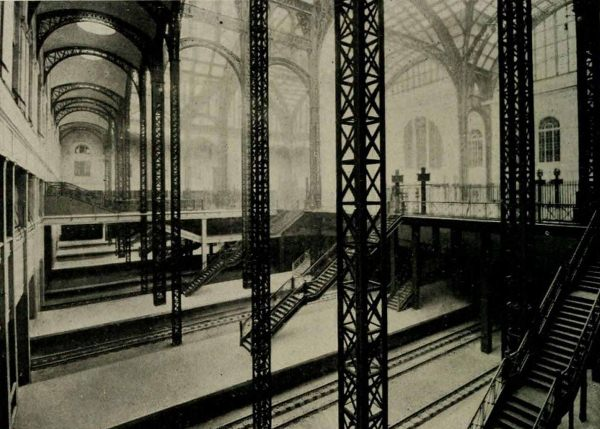
O saguão central e as escadas para as plataformas
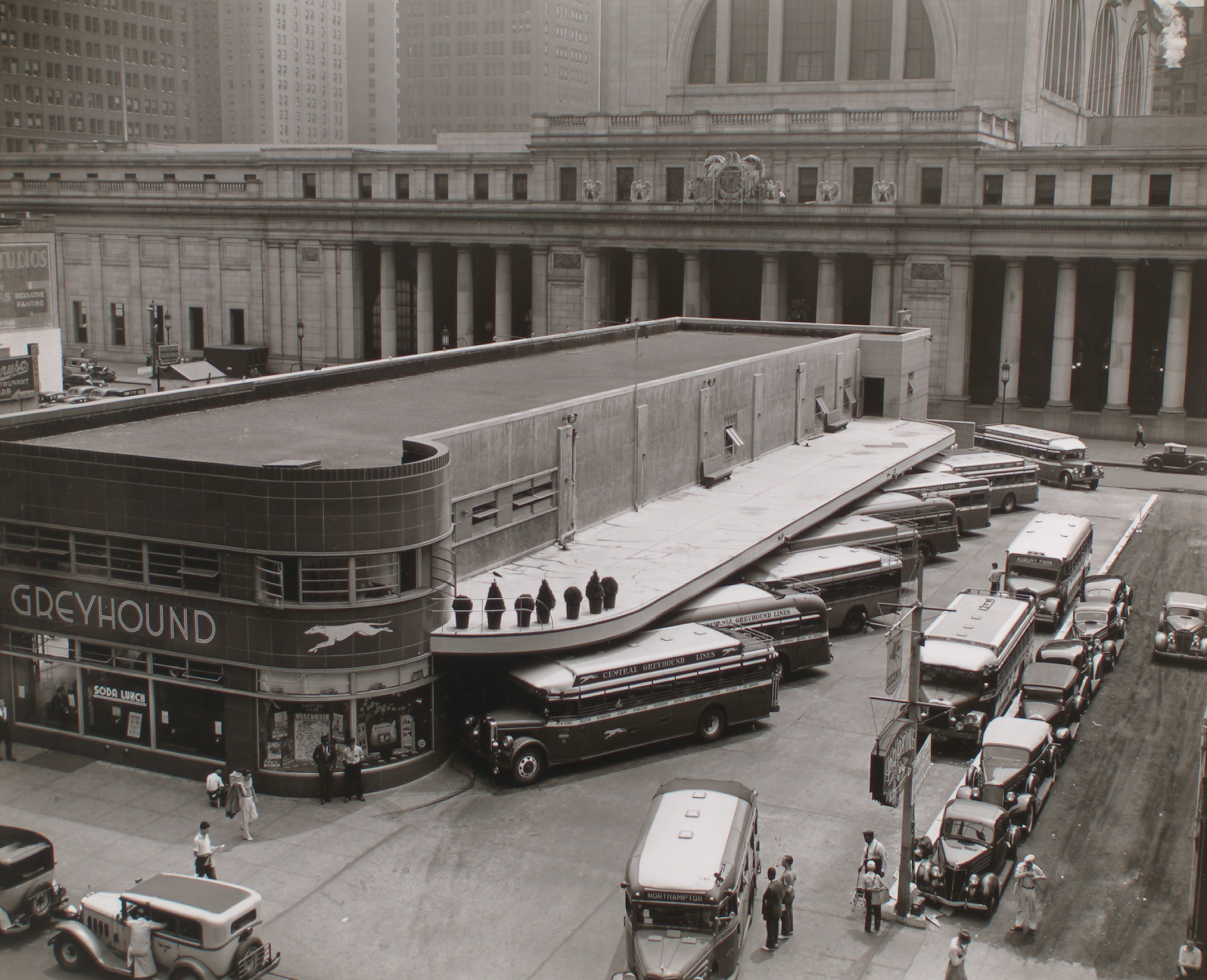
O antigo terminal rodoviário Greyhound ao lado da estação